# دوبروسلیتسا، رکوواتس
دوبروسلیتسا (به صربی: Dobroselica) یک روستا در صربستان است که در Rekovac واقع شده‌است.
 دوبروسلیتسا  ۳۶ نفر جمعیت دارد و ۶۵۰ متر بالاتر از سطح دریا واقع شده‌است.